# Гранди (округ, Иллинойс)
Гра́нди (англ. Grundy County) — округ в штате Иллинойс, США. По данным переписи 2010 года численность населения округа составила 50 063 чел., по сравнению с переписью 2000 года оно увеличилось на 33,4 %. Окружной центр округа Гранди — город Моррис.

## История
Округ Гранди сформирован 17 февраля 1841 года из округа Ла-Салл. Название получил в честь Феликса Гранди, 13-го генерального прокурора США и сенатора от штата Теннесси.
- Территория округа с 1841 года и по сей день

## География
Общая площадь округа — 1114,9 км² (430,45 миль²), из которых 1082,7 км² (418,04 миль²) или 97,12 % суши и 32,1 км² (12,4 миль²) или 2,88 % водной поверхности.

### Климат
Округ находится в зоне влажного континентального климата. Температура варьируется в среднем от минимальных -11 °C в январе до максимальных 29 °C в июле. Рекордно низкая температура была зафиксирована в январе 1985 года и составила -31 °C, а рекордно высокая температура была зарегистрирована в июне 1988 года и составила 39 °C. Среднемесячное количество осадков — от 40 мм в феврале до 106 мм в июне.

### Соседние округа
Округ Гранди граничит с округами:
- Кендалл — на севере
- Уилл — на востоке
- Канкаки — на юго-востоке
- Ливингстон — на юге
- Ла-Салл — на западе

### Основные автомагистрали
| Автомагистраль                 | Длина      | Начальный пункт           | Конечный пункт           | Год образования |
| ------------------------------ | ---------- | ------------------------- | ------------------------ | --------------- |
| Межштатная автомагистраль I-55 | 1551,81 км | Лаплас, Луизиана          | Чикаго, Иллинойс         |                 |
| Межштатная автомагистраль I-80 | 4666,36 км | Сан-Франциско, Калифорния | Тинек, Нью-Джерси        | 1956            |
| Шоссе US 6                     | 5158 км    | Бишоп, Калифорния         | Провинстаун, Массачусетс | 1926            |
| Трасса Illinois-47             | 273,2 км   | Сеймур                    | Хейброн                  | 1924            |
| Трасса Illinois-113            | 54,89 км   | Мазон                     | Кэнкэки                  | 1924            |

## Населённые пункты
| Населённый пункт | Статус         | Год основания | Площадь  | Население (2010) |
| ---------------- | -------------- | ------------- | -------- | ---------------- |
| Брасевилл        | деревня        |               | 3,4 км²  | 793 чел.         |
| Верона           | деревня        |               | 0,52 км² | 215 чел.         |
| Гарднер          | деревня        |               | 3,0 км²  | 1463 чел.        |
| Годли            | деревня        |               | 2,8 км²  | 601 чел.         |
| Даймонд          | деревня        |               | 4,1 км²  | 2527 чел.        |
| Дуайт            | деревня        | 1854          | 6,7 км²  | 4260 чел.        |
| Ист-Бруклин      | деревня        |               | 0,26 км² | 106 чел.         |
| Карбон-Хилл      | деревня        |               | 0,52 км² | 345 чел.         |
| Кинсман          | деревня        |               | 0,26 км² | 99 чел.          |
| Кол-Сити         | деревня        |               | 6,2 км²  | 5587 чел.        |
| Минука           | деревня        | 1869          | 11 км²   | 10 924 чел.      |
| Моррис           | окружной центр | 1853          | 19 км²   | 13 636 чел.      |
| Саут-Уилмингтон  | деревня        |               | 2,0 км²  | 681 чел.         |

## Демография
По данным переписи населения 2000 года, численность населения в округе составила 37 535 человек, насчитывалось 14 293 домовладения и 10 276 семей. Средняя плотность населения была 35 чел./км².
Распределение населения по расовому признаку:
- белые — 92,96 %
  - немецкого происхождения — 20,7 %
  - ирландского происхождения — 15,2 %
  - итальянского происхождения — 12,0 %
  - норвежского происхождения — 8,3 %
  - английского происхождения — 7,4 %
- афроамериканцы — 0,19 %
- коренные американцы — 0,24 %
- азиаты — 0,3 %
- латиноамериканцы — 4,13 % и др.

Из 10 276 семей в 35,3 % имели детей в возрасте до 18 лет, проживающих вместе с родителями, 59,6 % семей — супружеские пары, живущие вместе, 8,6 % — матери-одиночки, а 28,1 % не имели семьи. 23,5 % всех домовладений состояли из отдельных лиц и в 9,4 % из них проживали одинокие люди в возрасте 65 лет и старше. Средний размер домохозяйства — 2,6 человек, а средний размер семьи — 3,09.
Распределение населения по возрасту:
- до 18 лет — 26,6 %
- от 18 до 24 лет — 8,3 %
- от 25 до 44 лет — 30,2 %
- от 45 до 64 лет — 22,5 %
- от 65 лет — 12,3 %

Средний возраст составил 36 лет. На каждые 100 женщин приходилось 98,9 мужчин. На каждые 100 женщин возрастом 18 лет и старше приходились 97,4 мужчин.
Средний доход на домовладение — $ 51 719, а средний доход на семью — $ 60 862. Мужчины имеют средний доход от $ 46 392 против $ 26 487 у женщин. Доход на душу населения в округе — $ 22 591. Около 3,2 % семей и 4,8 % населения находились ниже черты бедности, в том числе 5 % из них моложе 18 лет и 6 % в возрасте 65 лет и старше.